# 玛雅文明历史
依照中部美洲编年法，玛雅文明历史被划分为三个时期：前古典期、古典期和后古典期。在此之前的时期称为远古期，最早的定居村落和农业进展在这一时期开始出现。现代学者认为这种三分法较为随意，并不强调玛雅文化的盛衰表征。各个时期间的界限也并不明晰，取决于研究者的界定，不同的分界点间可相差达一个世纪。前古典期大概在公元前2000年开始，持续到250年；随后是古典期，从250年持续至约950年；接着是后古典期，开始于950年，到16世纪中期结束。各时期具体细分如下：
| 時期     | 細分         | 細分           | 年份              |
| -------- | ------------ | -------------- | ----------------- |
| 遠古期   | 遠古期       | 遠古期         | 前8000年 – 2000年 |
| 前古典期 | 早期前古典期 | 早期前古典期   | 前2000年 – 1000年 |
| 前古典期 | 中期前古典期 | 早期中前古典期 | 前1000年 – 600年  |
| 前古典期 | 中期前古典期 | 晚期中前古典期 | 前600年 – 350年   |
| 前古典期 | 晚期前古典期 | 早期晚前古典期 | 前350年 – 1年     |
| 前古典期 | 晚期前古典期 | 晚期晚前古典期 | 前1年 – 西元159年 |
| 前古典期 | 晚期前古典期 | 終端前古典期   | 159年 – 250年     |
| 古典期   | 早期古典期   | 早期古典期     | 250年 – 550年     |
| 古典期   | 晚期古典期   | 晚期古典期     | 550年 – 830年     |
| 古典期   | 終端古典期   | 終端古典期     | 830年 – 950年     |
| 後古典期 | 早期後古典期 | 早期後古典期   | 950年 – 1200年    |
| 後古典期 | 晚期後古典期 | 晚期後古典期   | 1200年 – 1539年   |
| 接觸期   | 接觸期       | 接觸期         | 1511年–1697年     |

## 前古典期

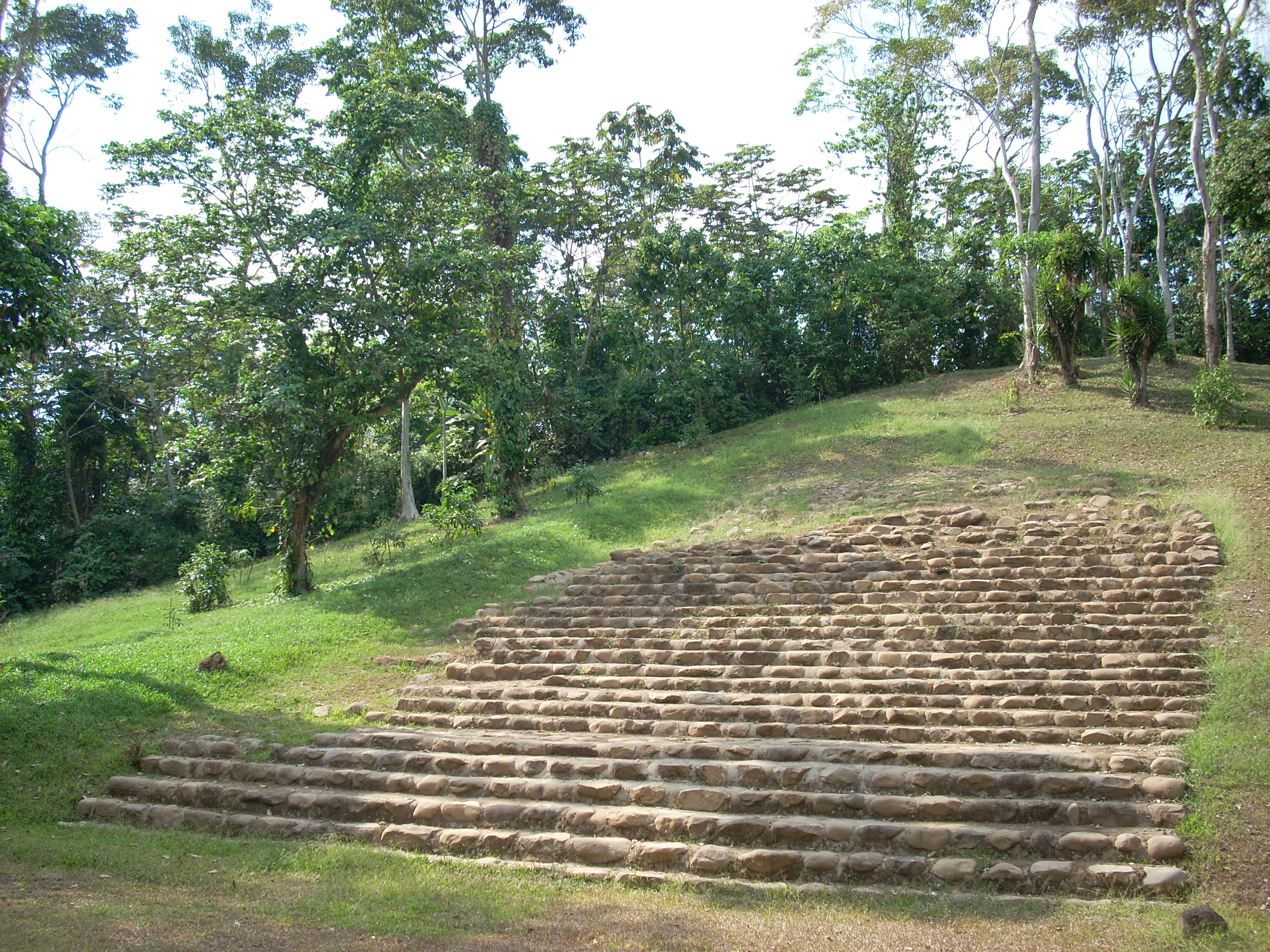
塔卡利克-阿巴赫遗址的5号结构，建于前古典期中期

玛雅人在前古典期（前2000年至公元250年）创造了其文明的最早雏形。前古典期的确切开始时间仍处在学界的争论当中，曾有学者以放射性碳定年法测定出奎略遗址的最早人类活动时间在前2600年，而太平洋海岸的索科努斯科地区出现最早定居者的时间则是在前1800年左右，那时玛雅人已经开始耕种玉米、豆类、南瓜和辣椒等主要作物。玛雅人在这一时期走向定居生活，同时习得制作陶器及黏土雕塑，是为这一时期的典型特征。
到前古典期中期，小型的玛雅村落逐渐发展为城市。到公元前500年，这些城市已经建有大型的神庙建筑，以灰泥精心粉饰，供奉玛雅神话诸神。今危地马拉佩滕地区的纳克贝是玛雅低地最早有详尽记载的城市，其大型建筑的建成时期可追溯至前750年。纳克贝人已经开始建造大型的砖石纪念建筑、堤道以及带有铭文的纪念碑，这些都是后来玛雅低地城市主要的建筑特点。在这一时期，玛雅人亦广泛定居于北方的尤卡坦低地。到前400年左右，前古典期中期临近末尾，早期的玛雅统治者开始建造纪念石碑，用以彰显其功绩、证明其统治权。
2005年，考古学家在危地马拉佩滕地区的圣巴尔托洛遗址发现了一些写有发达文字的前3世纪壁画遗骸，直接将玛雅文字的起源回推了数百年，表明玛雅人在前古典期就已经发展出完善的书写系统。到前古典期晚期，米拉多尔城获得了长足发展，已涵盖了16平方公里的土地，建有可追溯至公元前150年左右的大型三重金字塔建筑群，铺设了平坦的道路，还设有广场，其上建有纪念碑和祭坛。这一地区之所以能够较早地吸引大量住民，可能是因为米拉多尔盆地肥沃的沼泽湿地。蒂卡尔是后来的古典期的重要城市——早在前350年，蒂卡尔也已是地位重大的城市，尽管规模并不庞大，不能和米拉多尔相比。前古典期晚期的文化繁荣局面在1世纪终结，许多这一时期的大城市陷入荒废，原因仍然未知。
在高地地区，卡米纳尔胡尤借由莫塔瓜河融入了太平洋沿岸地区的贸易网络，成长为晚期前古典期的主要中心城市。卡米纳尔胡尤的地理位置十分优越，控制了向西通向墨西哥湾海岸、向北的高地，以及向南通向太平洋沿岸、特万特佩克地峡和萨尔瓦多地区的商路，从而掌控了玉石、黑曜石和硃砂等重要资源的贸易。在这个庞大的贸易网中，塔卡利克-阿巴赫和卡米纳尔胡尤是两大贸易中心。带有玛雅早期风格的雕塑也随着贸易网的运转而流通。塔卡利克-阿巴赫和乔科拉是太平洋海岸最重要的城市，科姆琴成为北尤卡坦地区的重镇。

## 古典期

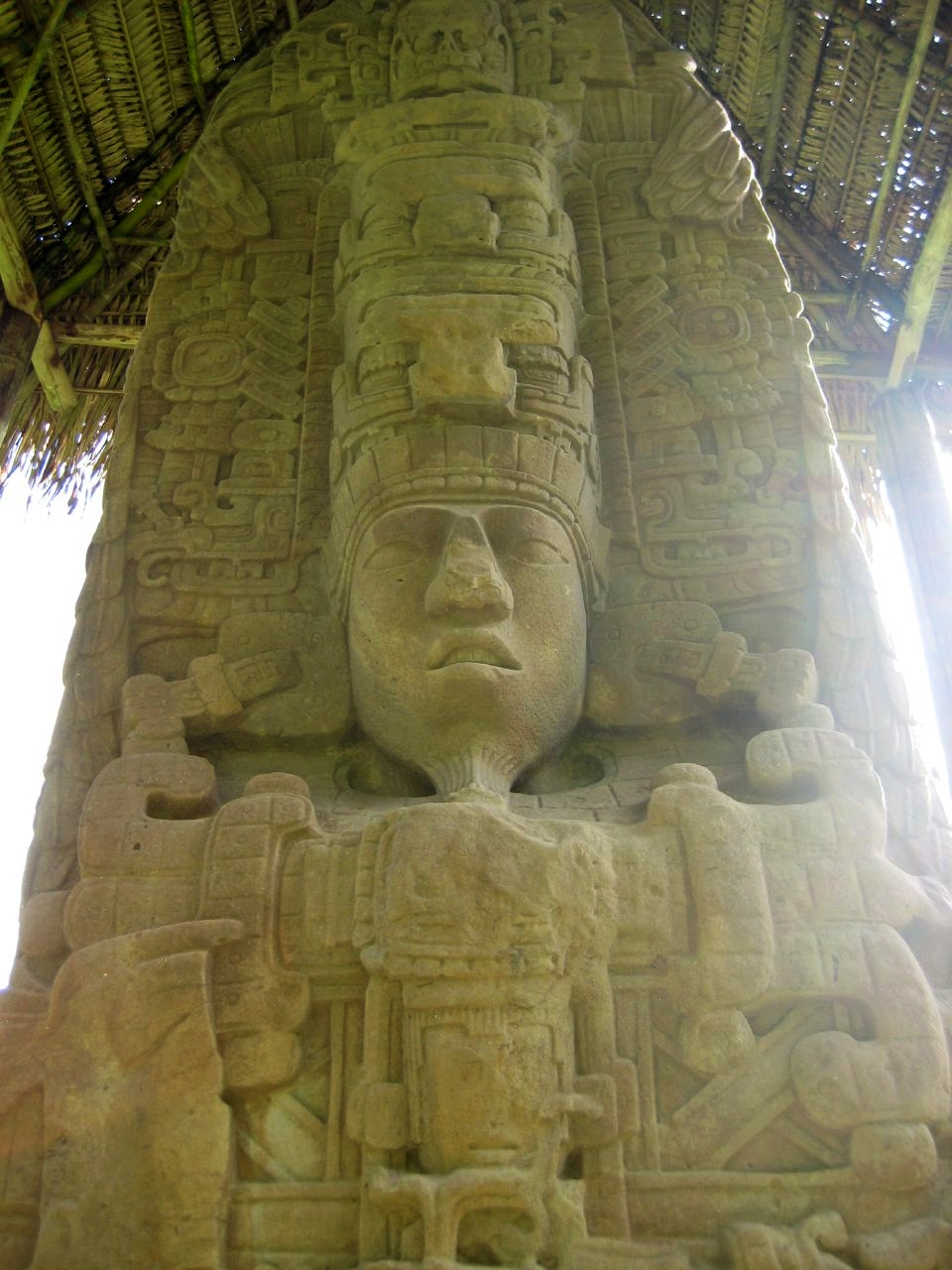
基里瓜遗址的石碑D，刻画着卡克·蒂利乌·钱·约帕特国王的面部和头饰

玛雅文明的古典期（约250年至900年）基本上可以定义为低地玛雅人树立记载有长纪历日期的石碑的时代。在古典期，玛雅人的建设工程规模达到巅峰，城市文明发展至全盛，镌刻纪念碑文的习惯成为典型时代特征，学术和文化领域亦取得重要成果，以南部低地地区的成就最为显著。古典期玛雅世界的政治版图和文艺复兴时代的意大利和古典时代的希腊类似，主要的政治实体是城邦，城邦间结成复杂的政治联盟，敌我分明。
玛雅文明在古典期达到了各个领域的繁荣巅峰。玛雅人发展出以精耕细作的农业为中心的城市文明，政治上组成了大量独立的城邦，有些城邦沦为其他城邦的附庸。在古典期早期，远在墨西哥谷地的特奥蒂瓦坎文明对玛雅城市有着深刻影响。378年，特奥蒂瓦坎人入侵玛雅城邦蒂卡尔及邻近城市，废黜原君主，扶植亲近特奥蒂瓦坎统治的新王朝，给当地政治带来决定性变化。率领入侵军的将领西亚赫·卡克于378年初抵达蒂卡尔，根据记载，当时在位的蒂卡尔君主查克·托克·伊查克一世同期死亡，所以他很有可能被特奥蒂瓦坎人推翻，且因此丧命。一年后，西亚赫·卡克扶植亚什·农·阿因一世即位。亚什·农·阿因一世的父亲名为 掷矛者猫头鹰，这是墨西哥谷地常见的君王名，可能是特奥蒂瓦坎或卡米纳尔胡尤的君主。新王朝自此统治蒂卡尔，蒂卡尔城邦也一度成为玛雅中部低地实力最为强大的城邦，左右当地政治局势。
蒂卡尔到古典期晚期已经达到了10万人口的规模。蒂卡尔城邦的最大对手是位于佩滕盆地的卡拉克穆尔。蒂卡尔和卡拉克穆尔各自领导着庞大的盟友及属邦网络，作为自身的势力范围。加入这种主从网络的小城邦能因而获得声望，且和网络内成员维持友好关系。为争夺势力范围，蒂卡尔和卡拉克穆尔相互争斗。在整个古典期内，二者的交锋互有胜负，一方胜利，败者便会一度陷入衰落，胜者则进入一段时间的繁荣期。
629年，蒂卡尔君主基尼奇·穆万·霍尔二世（K'inich Muwaan Jol II）派子嗣巴拉赫·钱·卡维尔前往距卡拉克穆尔不远的佩泰斯巴通湖一带，在当地建立多斯皮拉斯城邦，显然将之作为和卡拉克穆尔相对抗的前哨。多斯皮拉斯使用蒂卡尔的象形文字作为自己的标志，以彰显其渊源。在随后的二十年内，巴拉赫·钱·卡维尔作为蒂卡尔统治家族的一员，在此和卡拉克穆尔人展开长期战斗。648年，卡拉克穆尔君主尤克诺姆·琴二世攻陷多斯皮拉斯，俘获了巴拉赫·钱·卡维尔；蒂卡尔的君主也在同一时期丧命。尤克诺姆·琴二世将巴拉赫·钱·卡维尔释放，迫使其改弦易辙，转而忠于卡拉克穆尔。巴拉赫·钱·卡维尔又变成了卡拉克穆尔的忠实盟友、蒂卡尔的死敌，这对于一位出身蒂卡尔王族的君王来说是一次不折不扣的背叛行为。

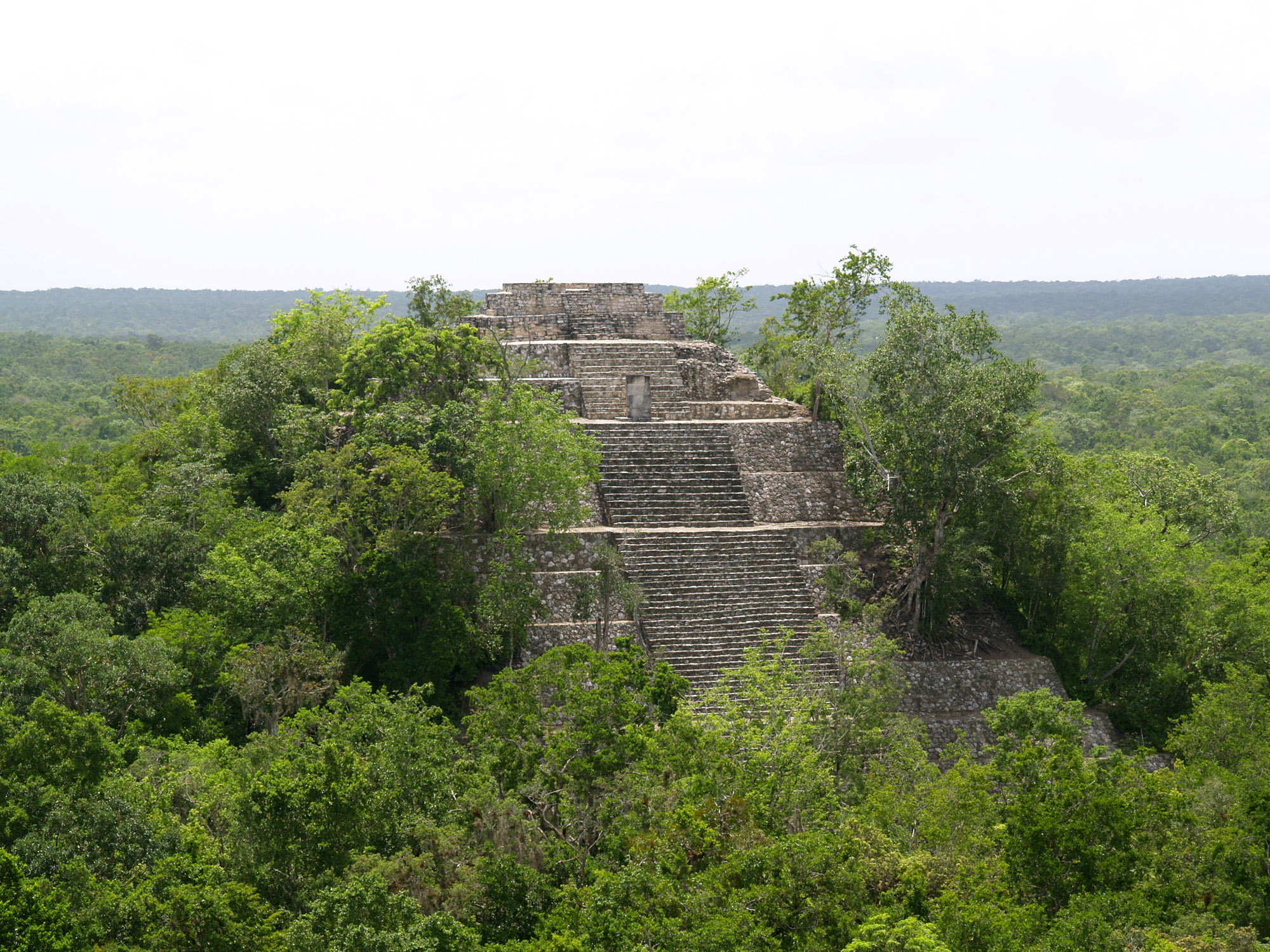
卡拉克穆尔是古典期的重要城邦之一

科潘是古典期东南部最为重要的城邦，其统治王朝由基尼奇·亚什·库克·莫于426年创立，亦同佩滕盆地中部地区的城邦及特奥蒂瓦坎文明有着密切联系。科潘在瓦沙克拉洪·乌巴·卡维尔统治期间（695年－738年）步入文化和艺术发展的全盛期。其统治被科潘的属邦基里瓜的统治者卡克·蒂利乌·钱·约帕特推翻，他本人被带到基里瓜，并遭斩首。由于科潘是蒂卡尔的强大盟友，基里瓜的入侵行为或许得到了卡拉克穆尔的支持。帕伦克和亚斯奇兰位于乌苏马辛塔河流域，是当地的两个重要城邦。在高地地区，危地马拉谷地的卡米纳尔胡尤自300年起一直处于蓬勃发展之中；科巴则是玛雅世界北部的重镇。
不同玛雅城邦的中心城区规模相差很大，这和这一城邦下属的附庸数目有关。一个仆从众多的强大城邦能够管辖更多的劳力，同时也能掌控更多的贸易收入和贡品。玛雅陶器上描绘的最主要的贡品形式有可可豆、布匹和毛皮。规模庞大的政治和贸易网络是古典期玛雅社会形成的基础，其长途商路遍布玛雅世界，甚至延伸到中部美洲的其他地区。在古典期，地位最为显赫的城邦都坐落在中部低地，古典期的南部高地和北部低地在文化、经济和政治上可以视为中部低地的外延区。核心地区和外延地区之间的贸易枢纽成为重要的商贸中心。
这一时期最为重要的纪念建筑便是建于城区中心的金字塔神庙和宫殿。在纪念碑上镌刻象形文字的作法广泛流行于古典期玛雅世界，这些碑文记录了大量的历史信息，包括君主世系、联盟关系以及其他的城邦交流史。铭文石碑和低矮的圆形祭坛被视为古典期玛雅文明的重要标志。在古典期，几乎每个中部低地城邦都会在城区中央建造石碑。金石学家大卫·斯图尔特最早提出，玛雅人将石碑称为“石树”（te tun），不过后来他将这一说法修改为“旗石”（lakamtun）。根据斯图尔特的说法，旗石所指的正是玛雅城区中央树立的石碑，亦体现于当时的涂鸦艺术中。树立石碑的主要目的是赞颂君主。
玛雅人参与长途贸易，玛雅人的主要商路从莫塔瓜河出发，延伸至加勒比海、北达尤卡坦半岛海岸；另有商路从危地马拉的贝拉帕斯地区出发，沿着帕西翁河到达商港坎昆，自此向东延伸至伯利兹，向北到达佩滕地区，并继续延伸到墨西哥湾沿岸和尤卡坦半岛的西岸。在这一贸易体系中流通的奢侈货物包括玉石、精美陶器以及格查尔鸟的羽毛。一些更为实用而基础的货品包括黑曜石、盐和可可豆。

### 古典期大衰落

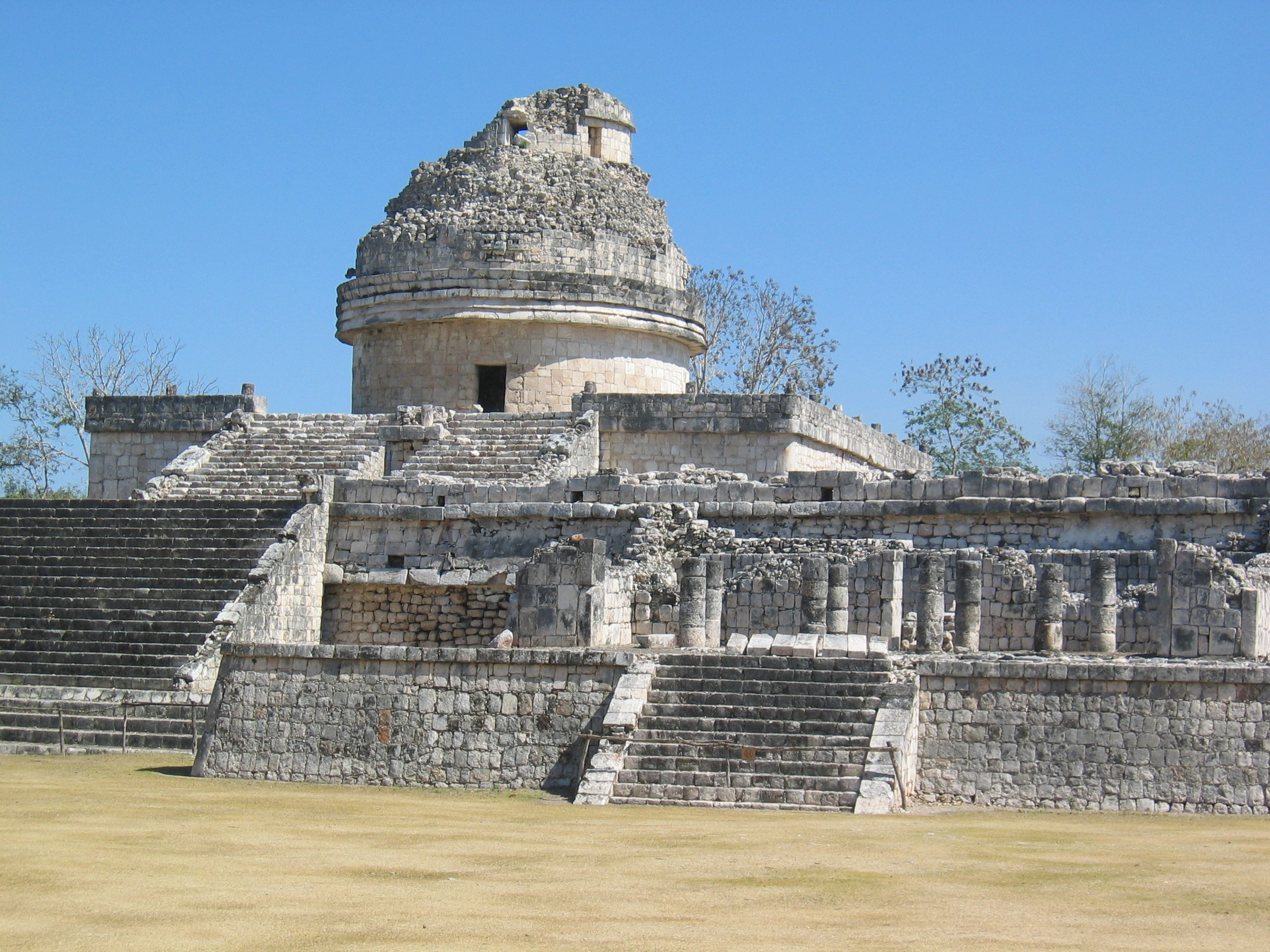
奇琴伊察是玛雅世界北部地区最重要的城市

从9世纪起，古典期处于繁荣的中部低地地区陷入集体衰败，纪念碑文的记载戛然而止，统治王朝纷纷倒台，大量城邦遭到荒废，称为古典期崩溃。其原因至今不明，也仍然没有任何原因假说得到广泛认可，但这一衰败事件很可能由多方原因共同导致，包括人口过剩导致的环境恶化问题，以及战乱、瘟疫、旱灾等。中部低地的人口大量向北迁移，尤卡坦半岛北部的城邦奇琴伊察和乌斯马尔因而崛起，未受到低地地区衰落事件波及而保持繁荣。
有证据表明，当时玛雅地区的人口已经超越了自然环境承载力所能负担的临界值，带来水土流失、植被退化以及过度捕猎等不良现象。同一时期亦发生了达两个世纪的漫长旱灾。古典期玛雅文明的社会组织建基于统治者的宗教权威，而非对贸易体系或粮食分配体系的控制。这一社会体系的结构趋于僵化，难以应对种种变动。统治者的行为被传统仪式禁锢，建设、祭典和战争行为都要严格依传统照办，如此只会令社会的系统性问题不断恶化。
到9世纪和10世纪，这一统治体系走入末路，在尤卡坦北部，贵族精英的集体领导替代了个人专制；在尤卡坦南部和佩滕中部，古典城邦走向集体衰落；在佩滕西部和其他地区，城邦大量废弃，人口集体迁出。在数个世代内，玛雅世界的中部地带几乎全部荒废。玛雅地区的南部包括尤卡坦半岛南部、恰帕斯地区北部和危地马拉，以及洪都拉斯的科潘周边地带，这些地区经历了相对迅速而突然的衰败，当地较大城市的人口从5万到12万不等，却都在50至100年内成为废城。
8世纪晚期，佩滕地区的佩特什巴通地区发生了长期的战乱，使得当地城邦多斯皮拉斯和阿瓜特卡遭到荒废。古典城邦的纪念碑文接连中断。帕伦克、黑石和亚斯奇兰的最后一个纪念碑建于795年至810年之间；数十年后，卡拉克穆尔、纳兰霍、科潘、卡拉科尔和蒂卡尔都陷入衰亡。最后的长纪历记载出现在托尼那的石碑上，日期为909年。当地人不再树立纪念石碑，荒废的王宫被平民占据；中部美洲的贸易网络也就此改道，绕过荒芜的佩滕盆地。

## 后古典期

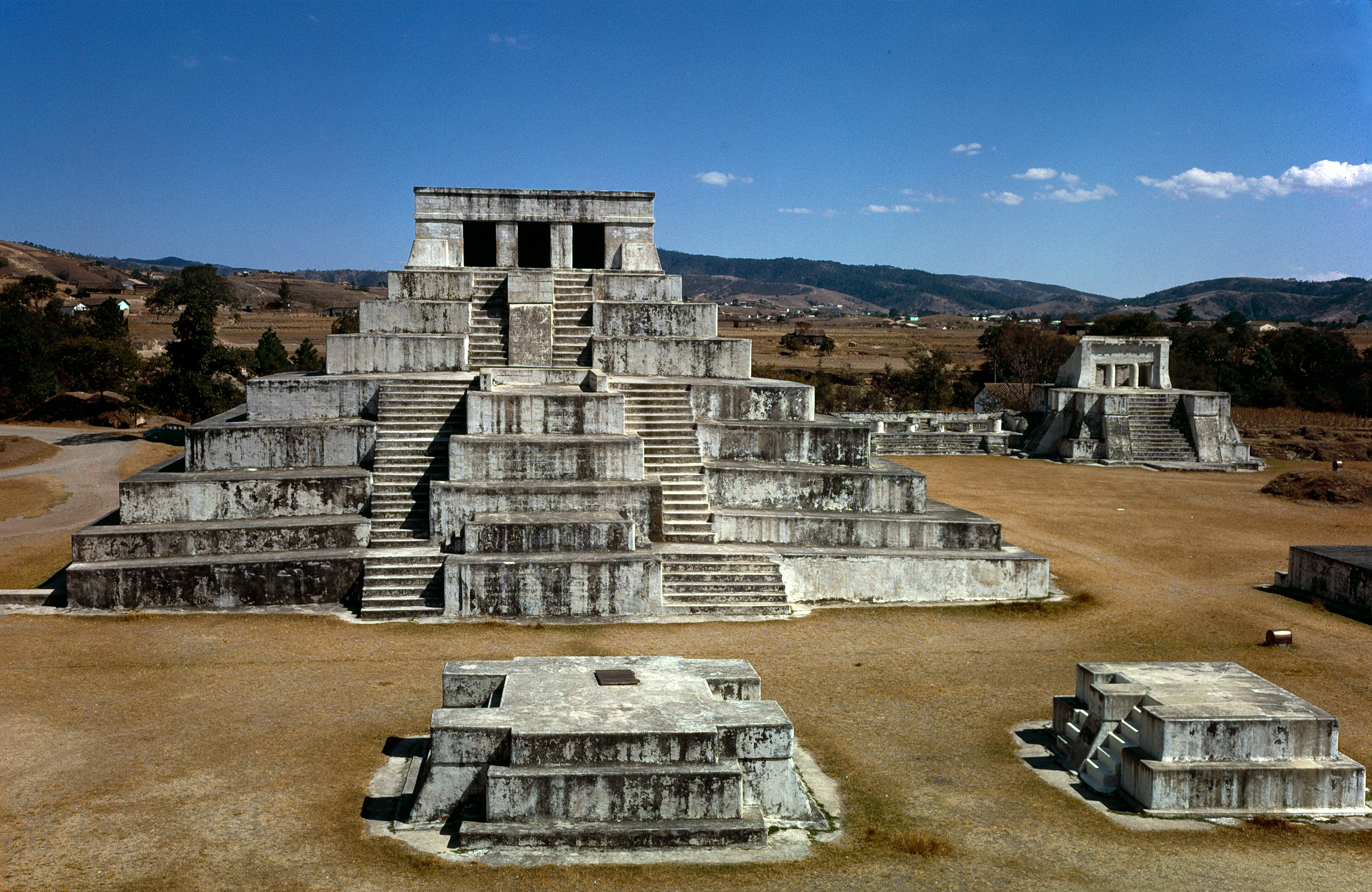
扎库洛是危地马拉高地马姆人的都城

尽管文明成就和古典期相比有所逊色，玛雅人的文明在经历古典期衰落后仍取得延续，进入后古典期（约950年–1539年）。曾经支配佩滕地区的强大城邦在10世纪初陷入衰亡，是为古典期衰落的一部分。古典期，南方低地的主要城市衰败后，玛雅人主要移居至永久水源附近。古典期玛雅文明范围变化的周期律也被打破，后古典期的玛雅人并不会在先前荒废的土地上重新定居。玛雅文明的重心转移至北方低地和玛雅高地，这可能和来自南方低地的移民活动有关，因为许多后古典时期的玛雅族群都拥有移民神话。北部的奇琴伊察在8世纪步入鼎盛，同时南方的低地城邦却正经历灾难和衰败，这凸出了古典期衰落的政治和经济原因。奇琴伊察在当时成为整个玛雅世界规模最大、实力最强的城邦。奇琴伊察和邻近的普克城邦在11世纪衰败，或许代表着古典期衰落的尾声。奇琴伊察衰败后，玛雅文明一度没有支配性的强权城邦，到12世纪玛雅潘崛起成为强权，这一局面终于改变。加勒比海和墨西哥湾沿岸出现了新的城邦，新的贸易网络亦因而形成。
后古典期玛雅文明和此前古典期相比，发生了较大的城邦分布变化，这也是后古典期的重要特点之一。危地马拉谷地曾一度强盛的卡米纳尔胡尤销声匿迹，其近两千年历史在后古典期终结。在高地和太平洋沿岸地区，一些历史悠久的城市居于暴露地带，因战乱而发生迁移。新的城址大多处于山沟环绕的山顶位置，四周建有沟渠和城墙，构成易守难攻的防御配置。北部的许多城邦也建有防御用的城墙，包括查克乔布（Chacchob）、奇琴伊察、库卡（Cuca）、埃克巴拉姆、玛雅潘、穆纳（Muna）、图卢姆、乌斯马尔和亚舒纳。库马尔卡赫是后古典期危地马拉高地的重要城邦之一，是好战的基切王国的都城。后古典时期的玛雅城邦，北起尤卡坦半岛，南至危地马拉高地，通常由一组精英施行集体统治，但实际上在这一集体中常常会有地位最高的统治角色，其他成员仅担当顾问。

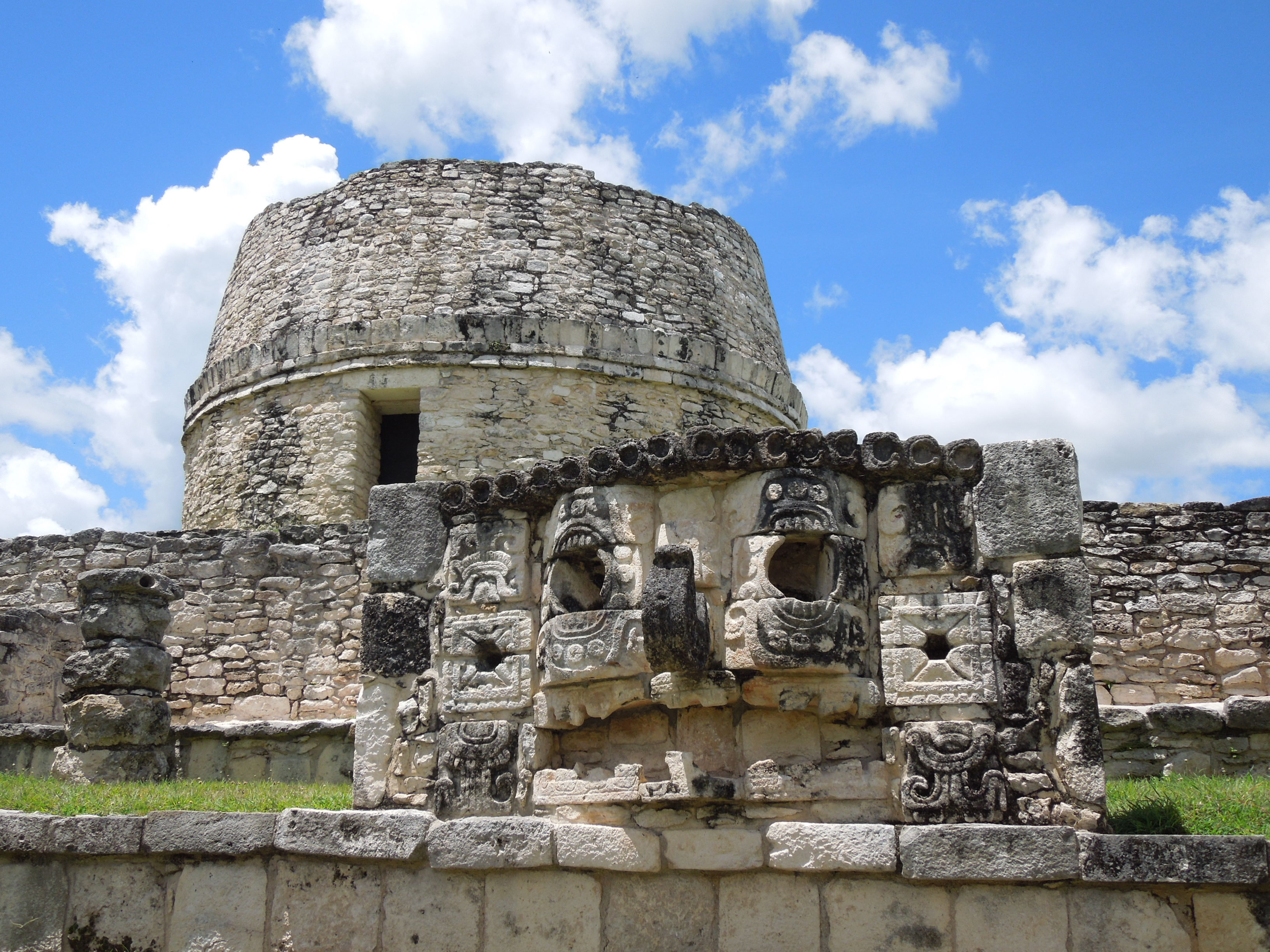
玛雅潘是后古典时代尤卡坦半岛地区重要的城邦

玛雅潘在1448年遭到废弃，表征和古典期崩溃相似，皆是经历了一段时期的政治、社会和生态混乱。玛雅潘衰落后，当地陷入长期的战乱、瘟疫和自然灾害之中，在1511年西班牙人到访前夕才告一段落。这一时期，玛雅文明已不存在居支配地位的地区强权，但西班牙探险家仍在海岸地区发现了富庶的城池和繁荣的集市。
在后古典时代晚期，尤卡坦半岛分裂为许多分立的政体，他们文化相通，但内部的社会政治组织各异。当地地位最为重大的两个政体是马尼和索图塔，两者很有可能是敌对的关系。在西班牙人到来时，尤卡坦半岛北部的城邦包括马尼、切佩奇、查坎、阿金切尔、库普尔、奇金切尔、埃卡布、韦米尔、切图马尔、科丘阿、塔塞斯、霍卡巴（Hocaba）、索图塔、钱普通和阿卡兰。也有许多城邦和民族坐落在尤卡坦半岛的南部，涵盖了佩滕盆地、伯利兹及周边地带，包括凯哈切人、伊察人、科沃赫人、亚拉因人、奇纳米塔人、伊凯切人（Icaiche）、曼切乔尔人和莫潘人。使用乔尔语的拉坎东乔尔人控制了乌苏马辛塔河在恰帕斯东部和佩滕西南部的支流流域地区。
在西班牙征服的前夕，危地马拉高地存在多个城邦强权。基切人在此建立了一个小型的帝国，领土涵盖高地西部的大部分地区，以及邻近的太平洋沿岸平原。不过在西班牙人入侵前的数十年内，卡克奇克尔人崛起，正逐渐蚕食基切人的土地。其他高地民族还包括阿蒂特兰湖周边的楚图希尔人、高地西部的马姆人，以及高地东部的波科马姆人。恰帕斯的中央高地分布有许多玛雅民族，包括索西人，建有多个不同城邦，以及托霍拉巴尔人。

## 接触期和西班牙征服

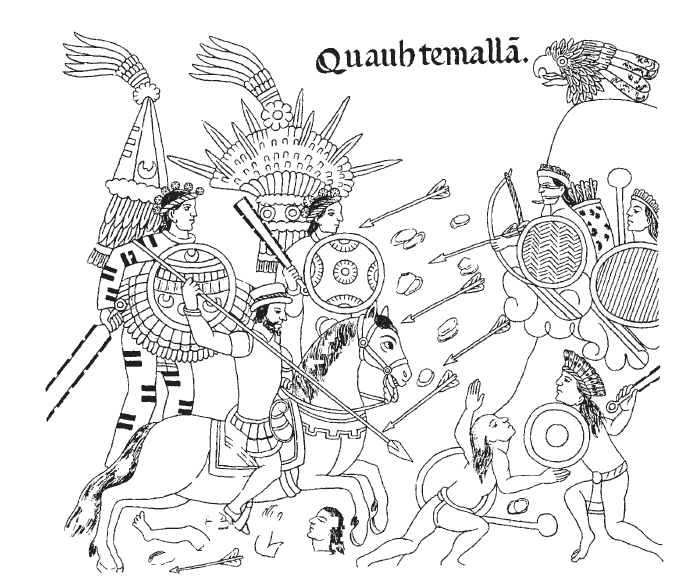
描绘西班牙人征服伊希姆切的手抄本绘画，来自中墨西哥特拉斯卡拉人的手抄本《特拉斯卡拉史》

1511年，一艘西班牙帆船于加勒比海遇难，十余名幸存者在尤卡坦半岛的海岸着陆，一位玛雅领主将这些船员抓获，并以其充当人祭祭品，仅有两人逃脱。这一事件开启接触期（1511－1697）——西班牙人发现玛雅文明的踪迹，并逐步将分散的玛雅城邦征服，是玛雅文明史的尾声。从1517年至1519年，有三支西班牙探险队在尤卡坦半岛展开探索，并和当地的玛雅人产生多次冲突。
1521年，埃尔南·科尔特斯率众攻陷阿兹特克文明的都城特诺奇蒂特兰，控制墨西哥中部。科尔特斯派佩德罗·德·阿尔瓦拉多南下危地马拉，后者率180名骑兵、300名步兵、4门火炮和数千名同盟的原住民勇士，在1523年抵达索科努斯科。1524年，阿尔瓦拉多的军队攻陷了基切人的都城库马尔卡赫。卡克奇克尔人很快宣布与阿尔瓦拉多结盟，阿尔瓦拉多的军队得以进驻卡克奇克尔人的都城伊希姆切。入城后，他们向卡克奇克尔人索要大量黄金，双方关系恶化而兵戈相向，伊希姆切在数月后陷入废弃。1525年，马姆人的都城扎库洛陷落。
随后自1527年起，弗朗西斯科·德蒙特霍和其子小德蒙特霍针对尤卡坦半岛的玛雅城邦发起持续数十年的连番进攻，终于在1546年完全征服半岛北部。至此，仅剩佩滕盆地的玛雅城邦未被西班牙人征服。1697年，马丁·德乌尔苏阿攻陷伊察人都城诺赫佩滕，这本是仅存的最后一座玛雅城邦，至此西班牙人完全瓦解玛雅人的古典城邦政治，其文明区域全境被纳入新西班牙总督辖区，成为西班牙殖民帝国的一部分。

## 玛雅文化的延续
西班牙人的征服活动令玛雅文明的大部分文化特征都荡然无存，但许多位于偏远地区玛雅村落难以得到西班牙殖民当局的有效管辖，当地的玛雅社群和核心家庭仍然维持着传统的日常生活，从而延续着玛雅文化的寿命。虽然铁制工具得到应用，农业生产的方式有所变化，但是中部美洲以玉米和豆类为主的基础饮食结构在当地仍然延续着；编织、制陶和编篮工艺等传统手工艺也并未失传；当地的集市和以本地产品为主的贸易活动在西班牙征服之后的很长时间继续存在。为了获取一些玛雅传统的陶器和棉织品作为贡品，殖民当局也会偶尔对这种传统经济加以鼓励，不过被作为贡品的玛雅手工艺品一般是以欧洲标准制作的。在语言领域，尽管来自西班牙的天主教传教士作出过巨大努力，玛雅人传统的语言结构并未发生太大的变化，玛雅人的传统信仰同样得到延续。直到现代，危地马拉和恰帕斯地区的一些玛雅族群也仍然在使用着传统的260日的典礼历法卓尔金历。在玛雅文明的故地，仍然生活着数百万玛雅语使用者。

## 后世研究

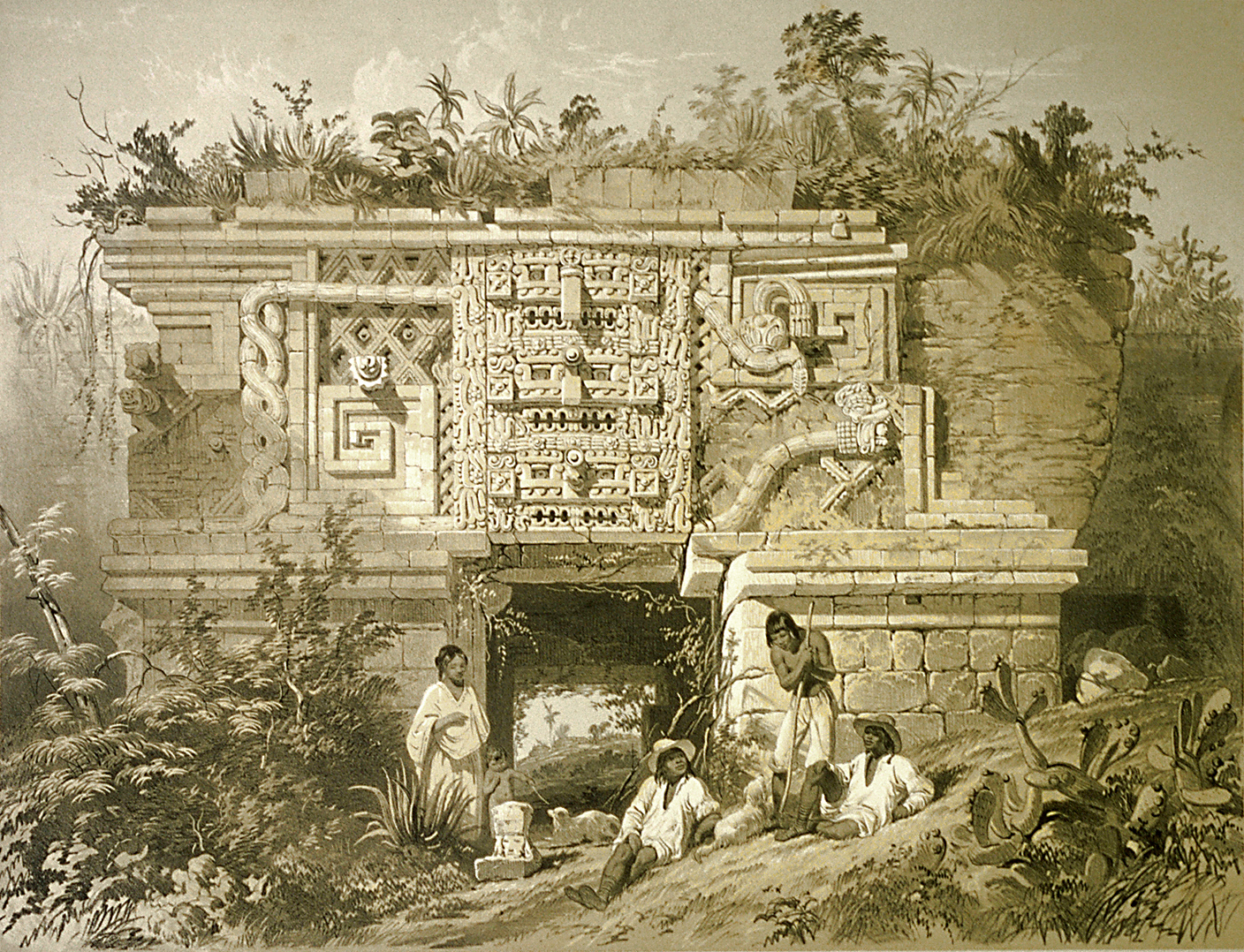
英国建筑师弗雷德里克·卡瑟伍德所绘的乌斯马尔庙宇

针对玛雅文化的研究记录工作最初是西班牙传教士等天主教会人士做出的，他们对玛雅人的基本情况进行了详细记录，目的是更有效地传播福音并同化玛雅人。在这之后，西班牙牧师和殖民地官员以书面形式记录了一些尤卡坦和中美洲玛雅遗迹的情况。16世纪教士迭戈·德兰达以烧毁诸多玛雅书籍而留下恶名，他的著作中记录了许多玛雅文化的细节，包括宗教信仰、习俗、历法、文字和口头历史等。随后，又有一些西班牙教士和殖民地官员对于尤卡坦和中美洲地峡地区的玛雅遗址进行了记录。他们很明显地意识到了玛雅遗址和当地玛雅遗民的密切联系。
1839年，美国探险家兼作家约翰·洛伊德·史蒂文斯和英国建筑师弗雷德里克·卡瑟伍德一同考察了多个玛雅古遗址，并以图文并茂的形式公布其调查结果，这引起当时大众的广泛兴趣，重新将玛雅文明带回到公众视野当中。史蒂文斯的调查成为19世纪欧洲人重新审视玛雅文明的开端，此后的19世纪后半叶，西方学者开始试图重新探寻玛雅人的历史记载，而对于玛雅象形文字的解密工作也走出了第一步。
在19世纪的最后二十年，针对玛雅文明的现代考古学研究终于诞生，阿尔弗雷德·莫兹利和特奥贝托·马勒等考古学家有着详尽的研究。献祭者祭坛遗址、科巴、塞巴尔、蒂卡尔等遗址得到了清理和记载。到20世纪早期，美国皮博迪博物馆开始赞助针对科潘和尤卡坦半岛地区的考古工程。在20世纪的前二十年，对于玛雅历法的研究，以及关于玛雅神话和宗教概念的研究和厘清工作都有所进展。美国考古学家西尔韦纳斯·莫利记录了已知的玛雅碑文，甚至试图复原已经损毁的纪念碑的碑文。卡内基科学研究所赞助了在科潘、奇琴伊察、瓦沙克通的考古调查，奠定了现代玛雅学的基础。自20世纪30年代起，针对玛雅遗址的考古工作大量增多，现代考古学界开启了针对玛雅文明的大规模研究，玛雅学学科逐渐成熟。

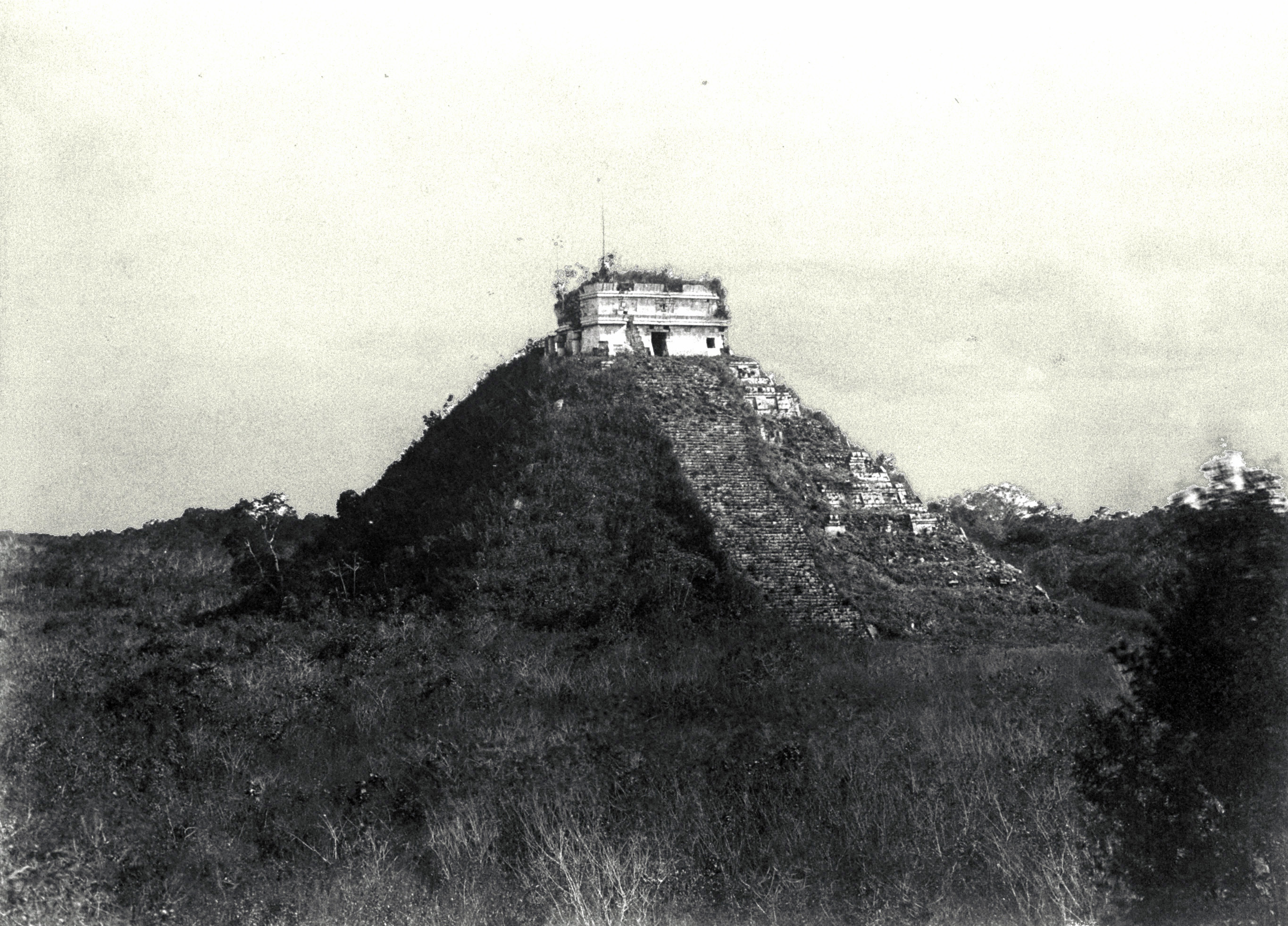
1892年，特奥贝托·马勒摄下的奇琴伊察卡斯蒂略金字塔

到20世纪晚期，玛雅文字的解读工作取得较多进展。海因里希·柏林、塔季扬娜·普洛斯库里亚科娃、尤里·克诺罗索夫是当时玛雅文字研究领域的先驱。玛雅文字的解读工作自20世纪50年代取得突破起进展很快。在20世纪60年代，著名玛雅学家J·埃里克·S·汤普森曾提出，玛雅遗迹所代表的城市只不过是空洞的宗教崇拜中心，玛雅人散布在广大的丛林当中，由一群并不善战的祭司兼天文学者施行集体统治。但是随着文字破译工作的进展，玛雅文字所记载的古典时代玛雅君主的好战事迹重新为世人所知，汤普森的言论不攻自破。
在许多地点，玛雅遗址都被密布的丛林完全掩盖着，为了找寻这些被绿色雨林淹没的遗址，研究者动用了卫星影像技术，并通过近红外光谱加以考察。由于玛雅遗址好用石灰石建造建筑，这些石灰石在变质的过程中影响了当地的土壤，因此当地的喜湿植物极为稀少。近年来对于玛雅定居点遗址的详尽调查发现了大规模人口存在的证据，也令先前的城市空洞说失去支持。2018年，考古学家利用革命性的光学雷达技术，在危地马拉佩滕地区玛雅生物圈保护区大约2,100平方公里范围的土地应用了这项技术，发现了六万多座先前从未被发现的建筑。依此，考古学家认为，这一结果表明在古典期末期，也就是650年至800年之间，有700万至1100万玛雅人居住在佩滕盆地。光学雷达技术以数字方法移除雨林植物的遮盖，以探查玛雅遗迹。考古学家借此发现，蒂卡尔的规模比此前测算的还要大。光学雷达技术还揭露了遗址的房屋、宫殿、高架路和防御工事。考古学家斯蒂芬·休斯敦直言这是“玛雅考古学150年来最伟大的进展”。
2020年，人类学家查尔斯·戈登（Charles Golden）和生物考古学家安德鲁·舍雷尔（Andrew Scherer）在墨西哥恰帕斯一位农民的后院内发现了萨克齐遗址的中心城区遗迹，现在被命名为拉坎哈-采塔尔（Lacanja Tzeltal）。遗址许多建筑物皆用于宗教仪式，团队还发现了当时住民进行宗教仪式的纪念碑广场遗迹。

## 註腳
1. ↑  Estrada-Belli 2011, pp. 1, 3.
2. ↑  Sharer and Traxler 2006, p. 98. Estrada-Belli 2011, p. 38.
3. ↑  Estrada-Belli 2011, p. 1.
4. ↑  Demarest 2004, p. 17.
5. 1 2  Estrada-Belli 2011, p. 3.
6. ↑  Sharer and Traxler 2006, p. 98.
7. ↑  Masson 2012, p. 18238. Pugh and Cecil 2012, p. 315.
8. ↑  Schieber de Lavarreda and Orrego Corzo 2010, p. 1.
9. ↑  Estrada-Belli 2011, p. 28.
10. ↑  Hammond et al. 1976, pp. 579–81.
11. ↑  Drew 1999, p. 6.
12. ↑  Coe 1999, p. 47.
13. 1 2  Olmedo Vera 1997, p. 26.
14. 1 2 3  Martin and Grube 2000, p.8.
15. 1 2  Sharer and Traxler 2006, p. 214.
16. ↑  Sharer and Traxler 2006, p. 276.
17. ↑  Sharer and Traxler 2006, pp. 182, 197.
18. ↑  Saturno, Stuart and Beltrán 2006, pp. 1281–1283.
19. 1 2  Olmedo Vera 1997, p. 28.
20. ↑  Hansen et al. 2006, p.740.
21. ↑  Martin and Grube 2000, pp. 25–26.
22. ↑  Love 2007, pp. 293, 297. Popenoe de Hatch and Schieber de Lavarreda 2001, p. 991.
23. ↑  Sharer and Traxler 2006, p. 232.
24. ↑  Popenoe de Hatch and Schieber de Lavarreda 2001, p. 991.
25. ↑  Orrego Corzo and Schieber de Lavarreda 2001, p. 788.
26. ↑  Sharer and Traxler 2006, p. 236.
27. ↑  Sharer and Traxler 2006, p. 275.
28. ↑  Schele and Mathews 1999, pp. 179, 182–83.
29. 1 2  Coe 1999, p. 81.
30. ↑  Martin and Grube 2000, p. 21.
31. ↑  Acemoglu and Robinson 2012, pp. 143–149.
32. 1 2 3  Martin and Grube 2000, p. 9.
33. ↑  Demarest 2004, p. 218. Estrada-Belli 2011, pp. 123–26.
34. ↑  Sharer and Traxler 2006, p. 322. Martin and Grube 2000, p. 29.
35. 1 2  Sharer and Traxler 2006, p. 324.
36. ↑  Martin and Grube 2000, p. 30. Sharer and Traxler 2006, pp. 322, 324.
37. ↑  Sharer and Traxler 2006, p.1.
38. 1 2 3  Olmedo Vera 1997, p.36.
39. ↑  Foster 2002, p. 133.
40. ↑  Demarest 2004, pp. 224–26.
41. ↑  Sharer and Traxler 2006, pp. 383, 387.
42. ↑  Sharer and Traxler 2006, p. 383.
43. ↑  Salisbury, Koumenalis & Barbara Moffett 2002. Martin & Grube 2000, p. 108. Sharer & Traxler 2006, p.387.
44. ↑  Martin and Grube 2000, pp. 54–55.
45. ↑  Martin and Grube 2000, pp. 192–93. Sharer and Traxler 2006, p. 342.
46. ↑  Martin and Grube 2000, pp. 200, 203.
47. ↑  Martin and Grube 2000, pp. 203, 205.
48. ↑  Miller 1999, pp. 134–35. Looper 2003, p. 76.
49. ↑  Looper 1999, pp. 81, 271.
50. ↑  Demarest 2004, p. 75.
51. ↑  Sharer and Traxler 2006, p. 554.
52. ↑  Martin and Grube 2000, p.19.
53. 1 2  Martin and Grube 2000, p.21.
54. ↑  Carmack 2003, p. 76.
55. ↑  Carmack 2003, pp. 76–77.
56. ↑  Demarest 2004, p. 89.
57. ↑  Miller 1999, p. 9.
58. ↑  Demarest 2004, pp. 89–90.
59. ↑  Sharer and Traxler 2006, p. 235. Miller 1999, p. 9.
60. ↑  Stuart 1996, p. 149.
61. ↑  Miller 1999, pp. 78, 80.
62. ↑  Stuart 1996, p. 154.
63. ↑  Borowicz 2003, p. 217.
64. ↑  Demarest 2004, p. 163.
65. ↑  Demarest 2004, p. 148.
66. ↑  Demarest 2004, p. 149.
67. ↑  Coe 1999, pp. 151–55.
68. ↑  Becker 2004, p. 134.
69. ↑  Beeland 2007.
70. ↑  Demarest 2004, p. 246.
71. ↑  Demarest 2004, p. 248.
72. ↑  Martin and Grube 2000, p. 226.
73. 1 2 3  Masson 2012, p. 18237.
74. ↑  Coe 1999, p. 152.
75. ↑  Foster 2002, p. 60.
76. ↑  Sharer 2000, p. 490.
77. ↑  Sharer and Traxler 2006, pp. 499–500.
78. ↑  Sharer and Traxler 2006, pp. 613, 616.
79. ↑  Foias 2014, p. 15.
80. ↑  Sharer and Traxler 2006, p.559.
81. 1 2  Masson 2012, p. 18238.
82. 1 2  Arroyo 2001, p. 38.
83. 1 2  Sharer and Traxler 2006, p. 618.
84. ↑  Foias 2014, p. 17.
85. ↑  Foias 2014, pp. 100–02.
86. ↑  Masson and Peraza Lope 2014.
87. ↑  Andrews 1984, p. 589.
88. ↑  Caso Barrera 2002, p. 17.
89. ↑  Andrews 1984, pp. 589, 591.
90. ↑  Estrada-Belli 2011, p. 52. Rice and Rice 2009, p. 17. Feldman 2000, p. xxi.
91. 1 2  Jones 2000, p. 353.
92. ↑  Rice and Rice 2009, p. 10. Rice 2009, p. 17.
93. ↑  Cecil, Rice and Rice 1999, p. 788.
94. ↑  Rice 2009, p. 17. Feldman 2000, p. xxi.
95. ↑  Sharer and Traxler 2006, p. 717.
96. ↑  Restall and Asselbergs 2007, p. 5.
97. ↑  Restall and Asselbergs 2007, p. 6.
98. ↑  Lovell 2000, p. 398.
99. ↑  Lenkersdorf 2004, p. 78.
100. ↑  Sharer and Traxler 2006, pp. 759–60.
101. ↑  Sharer and Traxler 2006, p. 763.
102. ↑  Sharer and Traxler 2006, pp. 764–65. Recinos 1986, pp. 68, 74.
103. ↑  Schele and Mathews 1999, p. 297. Guillemín 1965, p. 9.
104. ↑  Schele and Mathews 1999, p. 298.
105. ↑  Recinos 1986, p. 110. del Águila Flores 2007, p. 38.
106. ↑  Sharer and Traxler 2006, pp. 766–72.
107. ↑  Sharer and Traxler 2006, pp. 772–73.
108. ↑  Jones 1998, p. xix.
109. ↑  Sharer and Traxler 2006, p. 9.
110. ↑  Sharer and Traxler 2006, p. 10.
111. ↑  Zorich 2012, p. 29. Thompson 1932, p. 449.
112. ↑  Sharer and Traxler 2006, p. 11.
113. 1 2  Demarest 2004, p. 31.
114. 1 2  Demarest 2004, pp. 32–33.
115. ↑  Demarest 2004, p. 32.
116. ↑  Koch 2013, pp. 1, 105.
117. ↑  Demarest 2004, pp. 33–34.
118. ↑  Demarest 2004, pp. 37–38.
119. 1 2  Demarest 2004, p. 38.
120. ↑  Demarest 2004, p. 39.
121. ↑  Demarest 2004, pp. 39–40.
122. ↑  Demarest 2004, p. 41.
123. ↑  Demarest 2004, p. 42.
124. ↑  Demarest 2004, p. 45.
125. ↑  Demarest 2004, p. 44.
126. ↑  Foster 2002, p. 8.
127. ↑  NASA Earth Observatory.
128. ↑  Demarest 2004, pp. 49–51.
129. ↑  . BBC NEWS. （原始内容存档于2020-03-04）.
130. ↑  . National Geographic News. 2018-02-01  [2019-09-17]. （原始内容存档于2019-09-24） （英语）.
131. ↑  . HeritageDaily - Archaeology News. 2020-03-12  [2020-03-16]. （原始内容存档于2020-07-27） （美国英语）.
132. ↑  Kettley, Sebastian. . Express.co.uk. 2020-03-13  [2020-03-16]. （原始内容存档于2020-03-15） （英语）.
133. ↑  . phys.org. 2020-03-12  [2020-03-16]. （原始内容存档于2020-03-15） （美国英语）.
134. ↑  ancient-origins. . www.ancient-origins.net.   [2020-03-16]. （原始内容存档于2020-03-15） （英语）.